# Harun al-Rashid
Hārūn al-Rashīd (n. 17 martie 763 sau februarie 766 - d. 24 martie 809) a fost al cincilea și cel mai cunoscut calif din Dinastia Abbasizilor. S-a născut în Rayy, lângă Teheran, și a locuit în Bagdad. În timpul domniei (786 - 809) a locuit în Rakka, oraș pe malul Eufratului. Domnia lui a fost o perioadă de avânt cultural, științific și religios, a fost fondatorul bibliotecii Bayt al-Hikma (Casa Înțelepciunii).
A devenit un personaj legendar, unele din poveștile despre el fiind adevărate (de exemplu ceasul pe care l-a dăruit lui Carol cel Mare), altele, precum cele din 1001 de nopți ale Șeherezadei, impreuna cu vizirul Djafar si spatarul Masrur, incognito noaptea pe ulitele Bagdadului fiind teoretic doar ficțiune.

## Biografie
Hārūn s-a născut în provincia Teheran a Iranului. A fost fiul lui al-Mahdi, al treilea calif abbasid, și al al-Khayzuran, o fostă sclavă din Yemen, o femeie cu o puternică personalitate, care a influențat politica din timpul domniilor soțului ei și fiului ei, până în 789, când a murit.
Hārūn a domnit începând din 786, când avea 23 de ani. În 796, a mutat curtea și guvernul la Rakka, pe malul Eufratului, unde a petrecut 12 ani din domnie. Mutarea a fost motivată de apropierea de frontiera Bizanțului și de ușurința comunicațiilor cu celelalte orașe mari.
Primul său ministru (vizir) a fost Yahya Barmakid, de origine persană, membru al familiei Barmakizilor, o familie foarte influentă. Yahya l-a ajutat pe Hārūn să obțină tronul și a fost un favorit al califului până în 798, când a fost aruncat în închisoare și i s-a confiscat averea.
A numit în funcție miniștri pricepuți, care au îmbunătățit nivelul de trai al poporului. În timpul lui, Bagdadul a devenit cel mai frumos oraș din lume. Tributurile plătite de vasali au fost folosite la ridicarea de construcții, la sponsorizarea artelor și pentru luxul curții sale. A adus la curtea sa oameni de știință din alte țări.
A avut relații diplomatice cu China și cu Carol cel Mare. Acestuia din urmă, într-un schimb de daruri, i-a trimis un ceas deosebit, care funcționa cu apă, marcând orele prin căderea unor bile de bronz într-un vas în timp ce niște figurine care reprezentau cavaleri ieșeau pe niște uși care se închideau în urma lor. Ceasul a făcut o impresie deosebită în Europa Occidentală.
A fost și un militar priceput. În 798 a comandat o armată care a invadat Imperiul Bizantin, condus atunci de împărăteasa Irina. După ce l-a învins pe faimosul general Nicetas, și-a condus oștirea până în apropierea Constantinopolului, care a evitat cucerirea cu prețul unui tribut anual de 70.000 piese de aur.
Urmașul Irinei, Nicefor I Genikos, încetează plata tributului, ceea ce provoacă o nouă invazie arabo-persană condusă de Harun-al-Rashid, care se încheie prin restabilirea plății tributului anual.
În 797/798 a cucerit fortăreața numită "Sălciile" de dincolo de porțile Ciliciei, ocupă Ciprul în 805 și Rodosul în 807.
A întreprins pelerinajul musulman la Mecca de 5 ori, în 793, 795, 797, 802 și 803.
În anul 809, în timpul unei expediții de înăbușire a insurecției lui Rafi ibn al-Laith din Khorasan, Iran, a căzut bolnav și a murit. A fost înmormântat în palatul lui Hamid ibn Qahtabi, guvernatorul provinciei Khorasan din Iran, palatul fiind în prezent cunoscut ca Mashhad (locul martiriului).